# ديك جونسون
ديك جونسون (بالإنجليزية: Dick Johnson)‏ (1 يناير 1895 غيتسهيد المملكة المتحدة - 3 يناير 1933) هو لاعب كرة قدم بريطاني سابق كان يلعب كمهاجم.